# Danièle Granet
 (juin 2024).
Si vous disposez d'ouvrages ou d'articles de référence ou si vous connaissez des sites web de qualité traitant du thème abordé ici, merci de compléter l'article en donnant les références utiles à sa vérifiabilité et en les liant à la section « Notes et références ».
Danièle Granet, née à Saint-Junien (Haute-Vienne), est une journaliste, responsable de médias et écrivaine française. 

## Parcours
Après des études supérieures au Centre de formation des journalistes (CFJ) à Paris, et un stage professionnel à L'Expansion, Danièle Granet devient, en 1968, journaliste à L'Express où elle est chargée, au moment même où va se déclencher le mémorable mois de mai, de couvrir, expliquer et commenter les questions étudiantes, scolaires et universitaires. Elle est, en 1970, à l'origine de la création de l'Association des journalistes universitaires (AJU).
Au début des années 1970, Danièle Granet lance (avec Catherine Lamour et Nina Sutton) une collection « Le Temps des femmes » aux éditions Grasset.
En 1980, elle rejoint comme grand reporter le magazine Le Nouvel Économiste, qu'elle quitte en 1984. Elle entre alors au Figaro où elle est chargée de la rubrique "Médias-Communication". Elle dirige ensuite la rédaction de Stratégies entre 1986/1987. De 1989 à 1994, après un passage dans le groupe Havas, Danièle Granet est nommée directrice de la Communication de la Caisse nationale du Crédit agricole, auprès de Philippe Jaffré.
En 1994, Danièle Granet devient directeur général de Novapress, auprès de Jean-François Bizot, le président fondateur. Elle occupe ce poste d'avril 1994 à 1999. Elle demeure administratrice de cette holding qui coiffe Radio Nova, Nova Production et Nova Magazine. Vice-présidente de l'association des anciens élèves du CFJ, elle rejoint en 1999, le Centre de formation et de perfectionnement des journalistes (CFPJ) en qualité de directrice générale.